# Fernand Calmettes
Fernand Calmettes, né le 11 octobre 1846 à Paris où il est mort le 25 avril 1927, est un archiviste paléographe, peintre et homme de lettres français.

## Biographie
Charles Édouard Jules Fernand Calmettes est le fils de Pierre Jean Calmettes, commerçant, et de Madeleine Pisson.
En 1869, à l'école des Chartes, dans la même promotion qu'Étienne Charavay, il obtient son diplôme d'archiviste paléographe.
Il épouse Marie Marthe Charavay, sœur d'Étienne Charavay. Les témoins majeurs sont Pierre-Paul-Léon Glaize, ami de l'époux, et Claudius Lavergne, oncle maternel de l'épouse. Leur fils Pierre Paul Calmettes, également peintre et homme de lettres, sera secrétaire d'Anatole France.
En mars 1886, sur le boulevard du Montparnasse, un incendie se déclare sur un chantier voisin. Les ateliers de Ferdinand et Léon Glaize avec celui de Calmettes sont évacués.
Fernand Calmettes meurt à son domicile de l'avenue du Maine le 25 avril 1927 à l’âge de 80 ans.

## Publications
- Leconte de Lisle et ses amis, un demi-siècle littéraire (1902)
- Le Vice (Stock, 1896)
- Simplette (1895)
- Brave Fille (1894), couronné par l'Académie française[5]
- Sœur ainée (1890)
- Mademoiselle Volonté